# Vigneti della Serenissima
Vigneti della Serenissima DOC oder einfach Serenissima DOC ist die Bezeichnung für Schaumweine, die in den Provinzen Belluno, Treviso, Padua, Vicenza und Verona erzeugt werden und die seit dem 22. November 2011 eine kontrollierte „Herkunftsbezeichnung“ („Denominazione di origine controllata“ – DOC) besitzen, die zuletzt am 7. März 2014 aktualisiert wurde.

## Anbau
Der Anbau ist in genannten fünf Provinzen in genau beschriebenen Gebieten zulässig.

## Erzeugung
Für die Erzeugung der Schaumweine dürfen folgende Rebsorten verwendet werden:

Chardonnay und/oder Pinot bianco und/oder Pinot nero. In welchen Anteilen die Rebsorten eingesetzt werden müssen, ist nicht vorgeschrieben.
- Vigneti della Serenissima oder Serenissima  – muss mindestens 12 Monate reifen
- Vigneti della Serenissima Rosé oder Serenissima Rosé – muss mindestens 12 Monate reifen
- Vigneti della Serenissima Millesimato oder Serenissima Millesimato – muss mindestens 24 Monate reifen
- Vigneti della Serenissima Riserva oder Serenissima Riserva – muss mindestens 36 Monate reifen